# FC Helsingør
FC Helsingør er en dansk fodboldklub fra Helsingør. Klubben er et overbygningssamarbejde mellem Helsingør Kommunes fodboldklubber: Snekkersten IF, Espergærde IF, Helsingør FC, Vapnagaard FK72, Frem Hellebæk, Helsingør Idrætsforening Kvistgård IF, Tikøb IF, Gurre IF og Hornbæk IF. Overbygningen blev etableret den 1. august 2005 under det daværende navn Elite 3000 Fodbold, og klubben har hjemmebane på Helsingør Stadion.
Klubben skiftede forud for sæsonen 2012/13 navn til FC Helsingør; før hed klubben Elite 3000 Fodbold.
Førsteholdet spiller i 2. division. Det lykkedes klubben at kvalificere sig til at spille i Superligaen i sæsonen 2017/2018 blot 2 år efter klubben rykkede op i 1. division.

## Historie
FC Helsingør har sin oprindelse i Helsingør Idrætsforening. Foreningen spillede kampe på Grønnehave, der lå mellem Kronborg og Marienlyst. Grønnehave var en strand med sand og marehalm, men kommunen gav klubben tilladelse til at jævne området og så græs. De første 24 år blev kampene spillet her.
Helsingør Idrætsforenings første stadion, Helsingør Stadion (i mange år Sportspladsen), blev indviet den 1. juli 1923.

### Nyt stadion
I 2016 vedtog Helsingør Byråd, at et nyt stadion i forbindelse med Helsingør Hallen skulle bygges, da det gamle stadion ikke kunne udvides pga. pladsmangel. Det nye stadion blev taget i brug fra sæsonen 2019/2020.

## Fanklub
Fanklubben, FC Helsingør Fodboldfans er en af landets ældste, da den blev stiftet i 1988 som fanklub for Helsingør IF. Stemningsfraktion Kronborgs Drenge kom officielt til verden i marts 2017 og blev i februar 2018 en del af FC Helsingør Fodboldfans – officiel fanklub for FC Helsingør.

## Nuværende spillertrup
Oversigt sidst opdateret: 23. marts 2025
| Nr. | Land    | Position | Spiller               |
| --- | ------- | -------- | --------------------- |
| 3   | Spanien | FO       | Nani                  |
| 43  | Danmark | FO       | Nikolaj Bagger        |
| 4   | Danmark | FO       | Mikkel Knudsen        |
| 14  | Danmark | MI       | Mathias Christensen   |
| 5   | Sverige | MI       | Lucas Larsen          |
| 6   | Danmark | MI       | Robert Marcus         |
| 15  | Danmark | MI       | Rasmus Linden         |
| 10  | Danmark | AN       | Oliver Drost          |
| 22  | Danmark | MI       | Tobias Elmelund       |
| 24  | Danmark | MI       | Sebastian Slettegaard |

| Nr. | Land    | Position | Spiller                    |
| --- | ------- | -------- | -------------------------- |
| 25  | Danmark | MI       | Alexander Hvid             |
| 29  | Danmark | AN       | Thomas Basbøl Nielsen      |
| 1   | Spanien | MM       | Ander Iru                  |
| 2   | Danmark | FO       | Frederik karlsen           |
| 8   | Senegal | FO       | Dimitri Christian Kassekar |
| 31  | Danmark | MM       | Hjalte Petersen            |
| 20  | Danmark | MI       | Hjalte Laerke              |
| 19  | Senegal | MI       | Ameth Diouf                |
| 68  | Danmark | MI       | Souheib Dhaflaoui          |
| 11  | Danmark | AN       | Tobias Augustinus-Jensen   |
| 27  | Danmark | AN       | Emil Larsen                |

### Udlejede spillere
| Nr. | Land        | Position | Spiller                                 |
| --- | ----------- | -------- | --------------------------------------- |
| 25  | New Zealand | FO       | Dalton Wilkins (udlejet til Kolding IF) |